# American Recovery and Reinvestment Act

Stemma ufficiale di Recovery.gov, il sito Internet ufficiale dell'American Recovery and Reinvestment Act of 2009.

American Recovery and Reinvestment Act è un pacchetto di stimolo economico emanato nel 2009 dal 111º Congresso degli Stati Uniti e promulgato dal presidente Barack Obama il 17 febbraio 2009. La legge del Congresso è in gran parte basata sulle proposte avanzate dal presidente Obama ed è destinata a fornire uno stimolo per l'economia degli Stati Uniti in seguito alla recessione economica. Le misure rappresentano US$ 787 miliardi. La legge federale prevede sgravi fiscali, l'espansione delle prestazioni di disoccupazione, disposizioni di assistenza sociale, spesa nazionale in materia di istruzione, assistenza sanitaria, e infrastrutture, compreso il settore energetico. La legge comprende anche numerosi elementi non economici connessi al recupero economico o che sono stati oggetto di piani a lungo termine da parte del Congresso (ad esempio uno studio di efficacia dei trattamenti medici) o desiderato (ad esempio, una limitazione nel risarcimento federale alle banche).

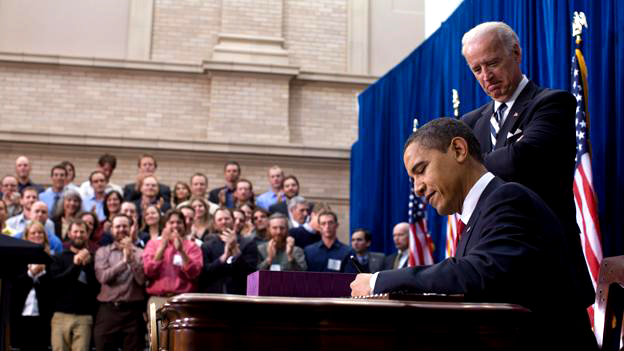
Il presidente statunitense Barack Obama firma l'ARRA il 17 febbraio 2009 a Denver (Colorado).

L'azione di governo è molto più ampia rispetto allo Stimulus Act del 2008, che consisteva principalmente in misure di sgravio fiscale.
Il progetto di legge è stato approvato dalla Camera dei rappresentanti, e quindi dal Senato. La legge è stata promulgata il 17 febbraio dal presidente Obama a un forum economico ospitato a Denver in Colorado.